# Phú Hải (xã)
Phú Hải là một xã ven biển và đầm phá thuộc huyện Phú Vang, thành phố Huế, Việt Nam.

## Địa lý
Phú Hải là một xã ven biển và đầm phá, có vị trí địa lý:
- Phía đông giáp xã Phú Diên
- Phía tây giáp Phú Thuận
- Phía nam giáp Hệ đầm phá Tam Giang - Cầu Hai
- Phía bắc giáp Biển Đông.

## Hành chính
Xã có 4 thôn:
- Cự Lại Bắc.
- Cự Lại Trung (nơi có trụ sở UBND xã, trạm y tế, trường THCS, trường Mầm non).
- Cự Lại Nam.
- Cự Lại Đông (nơi có Chợ Cự Lại, trường tiểu học).

## Lịch sử
Xã Phú Hải được thành lập vào ngày 15 tháng 5 năm 1989 trên cơ sở tách làng Cự Lại thuộc xã Phú Thuận.